# Batna
Batna (arabisk: باتنة) er en by i det nordlige Algeriet. Byen har 290.645 (2013) indbyggere og regnes for den femtestørste by i Algeriet. Den er hovedstad i provinsen Batna.